# 神崎かおり
神崎 かおり（かんざき かおり、1993年12月3日 - ）は、日本の元グラビアアイドル、元AV女優である。かつて、OKプロモーション所属。グラビア当時はフォーシーズンズに所属していた。
現在は株式会社トイボツクス＃の会社役員をやっている。

## 略歴
13歳の時、あるギャルサーに加入。それがきっかけで14歳でホスト狂いになり、地元の風俗で働いていたことが学校にバレて家庭崩壊寸前にまで陥る。
さらに、飲酒、喫煙、自殺未遂など、かなり壮絶な人生を送っていた。
そんな中、15歳の時にスカウトされ、2010年、グラビアアイドルとしてデビュー。10月にはファーストDVD「Doki! doki!」をリリースしたが、ソフマップでのデビューイベントでの写真うつりの悪さから、匿名掲示板でバッシングを受けた。
また、何者かにより個人ブログを暴露されてしまい、前述の悪事が全て明るみに出てしまう。
その後、匿名掲示板で叩かれたことによってストレスが募り、グラビアアイドルを引退したいことを事務所に電話で告げ、作品をリリースすることもなく表舞台から姿を消す。
しかし、2012年に芸能活動再開を宣言。4月、アイドルオンデマンドのアイドルチャットで芸能活動復帰。
2012年7月25日、ダスッ!から着エロDVD「神崎さんのイメージビデオはAVよりもエロかった」で復活した。9月25日、同メーカーよりAV「神崎かおりAV解禁」が発売された。
さらに2013年3月には無修正にも出演。2013年5月には中出し3P作品も発売され、ネット上で話題となった。
2013年6月1日、ニコニコ生放送の番組にて、妊娠7か月であることを発表。お腹の子の父親は一般人で、相手の家庭環境を考慮して入籍はしない考え。このことを受け、グラビアアイドルやAV女優としての活動はしばらく休止する。
2013年8月21日に女児を出産した。
現在は育児をしながら会社員をやっている。

## 出演作品

### イメージビデオ
- Doki!Doki!（2010年10月16日、発売元：フェアリー／販売元：アースゲート） - デビュー作
- 神崎さんのイメージビデオはAVよりもエロかった （2012年7月25日、ダスッ!）

### アダルトビデオ
- 神崎かおり AV解禁（2012年9月25日、ダスッ!） - AVデビュー作
- 神崎かおりの5本番SEX 私、23回イッちゃいました（2012年10月25日、ダスッ!）
- 女熱大陸 File.031（2013年3月22日、カリビアンコム）
- 神崎かおりの限界トランス（2013年5月7日、カリビアンコム）